# Columbus, Kentucky
Columbus är en ort (city) i Hickman County i delstaten Kentucky i USA. Orten hade 140 invånare, på en yta av 0,83 km² (2020).